# 駐挪威外交機構列表

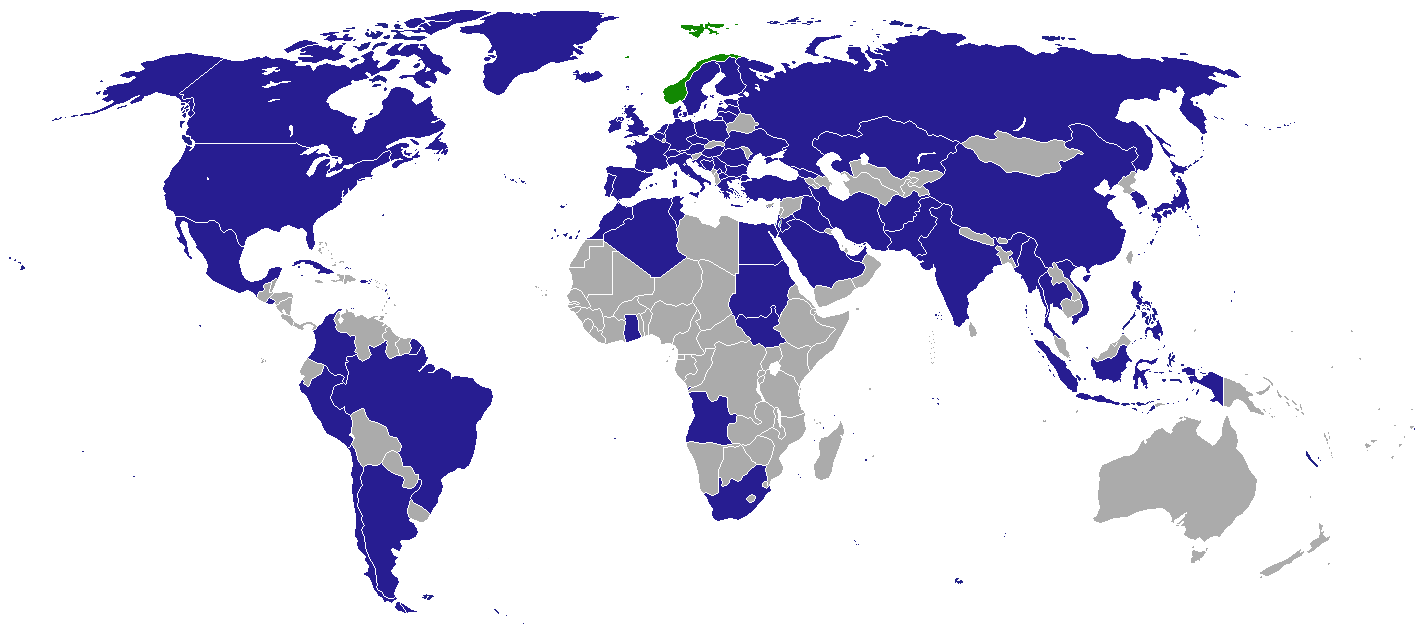
驻挪威外交国家地图

駐挪威外交機構列表包括各國在挪威的使館或领事馆。

## 大使馆

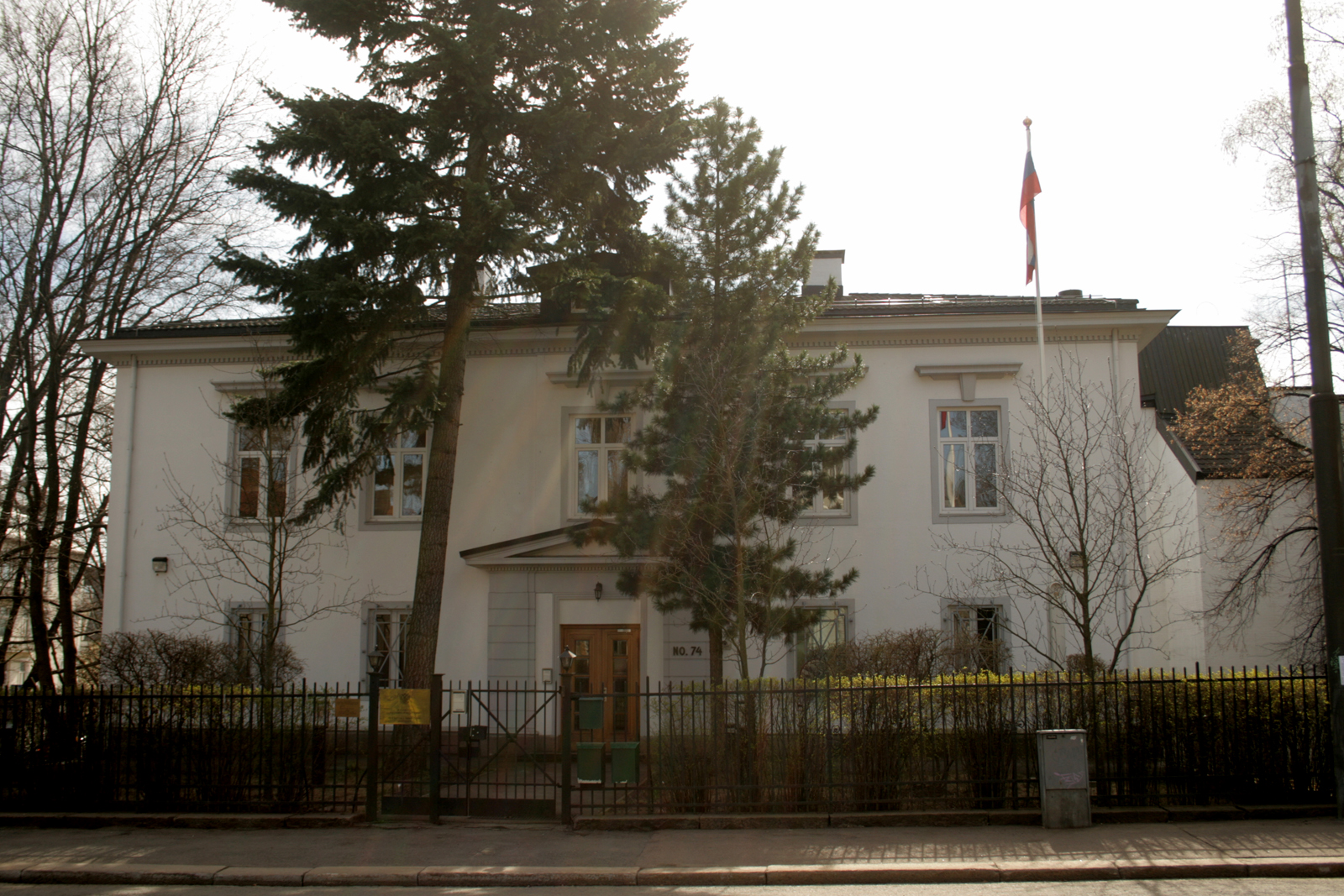
俄罗斯驻挪威大使馆

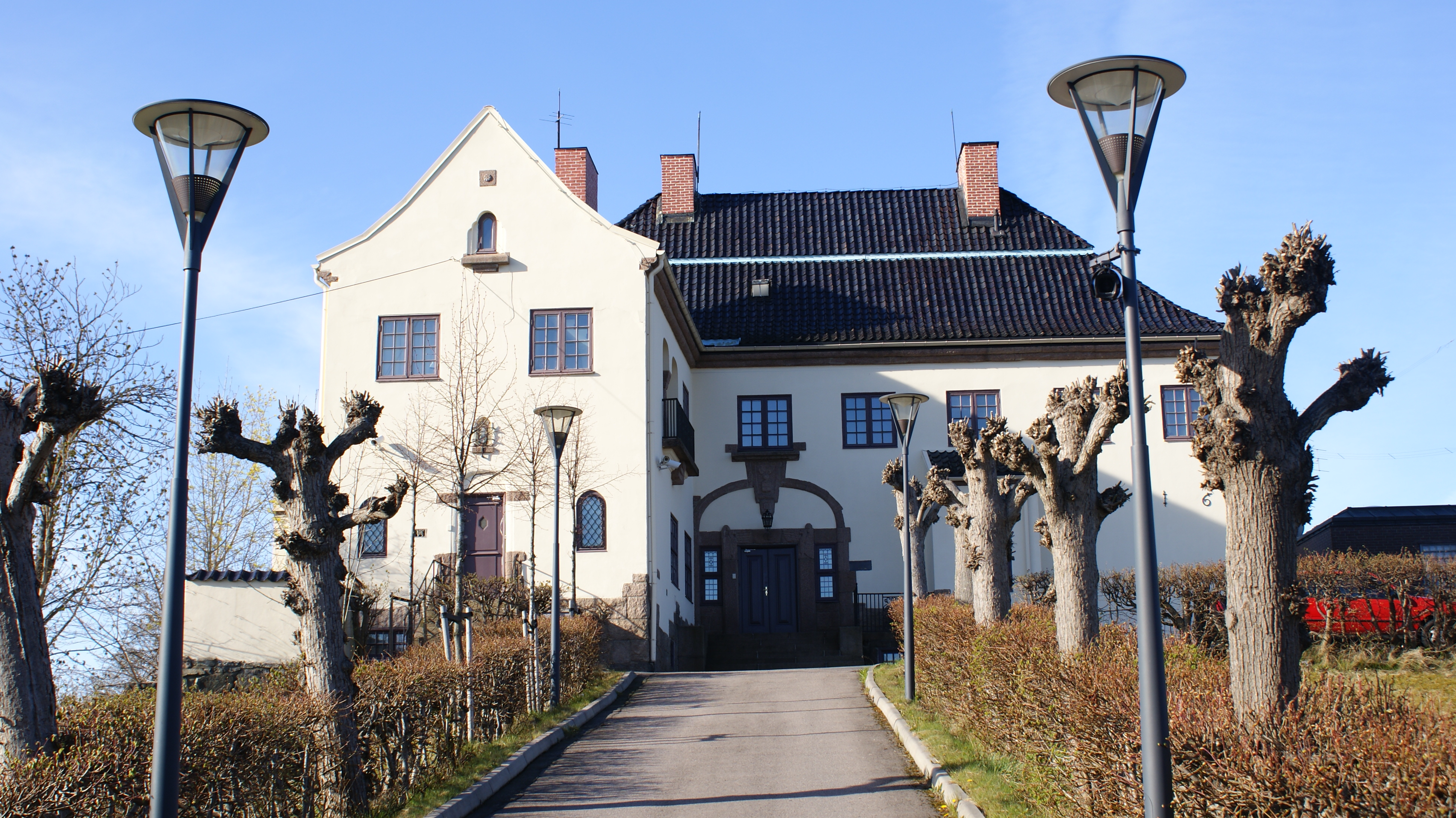
中国驻挪威大使馆

1905年，瑞典-挪威聯盟解體后，挪威成为独立国家，至1910年，古巴、丹麥、法國、墨西哥、沙皇俄国、英國、瑞典、德意志帝国和美國等国已在挪威开设了公使馆。目前，奧斯陸有69座大使馆，其中，大多數使館都位於市中心以西的弗朗納區，亦靠近奥斯陆王宫和挪威外交部。中国和巴基斯坦驻挪威大使馆则位于韋斯特阿克爾区，巴西、斯里兰卡和南苏丹大使馆则位于烏勒恩区，美国驻挪威大使馆则位于胡塞比农场。
布隆迪、瓜地马拉和哥斯达黎加曾经在挪威设有大使馆，后来关闭。
部分未在挪威设置大使馆的国家，则在瑞典、丹麦、英国等国家设置兼任挪威的大使馆。
奥斯陆
| - 阿富汗 - 阿尔及利亚 - 阿根廷 - 奥地利 - 比利时 - 巴西 - 保加利亚 - 加拿大 - 智利 - 中国（详情） - 哥伦比亚 - 古巴 - 捷克 - 丹麦 - 埃及 - 薩爾瓦多 - 爱沙尼亚 - 芬兰 - 法國 - 德国 - 希腊 | - 匈牙利 - 冰島 - 印度 - 印度尼西亞 - 伊朗 - 伊拉克 - 爱尔兰 - 以色列 - 義大利 - 日本 - 约旦 - 科索沃 - 拉脫維亞 - 立陶宛（详情） - 墨西哥 - 摩洛哥 - 緬甸 - 荷蘭 - 北馬其頓 - 巴基斯坦 - 秘魯 - 菲律賓 - 波蘭 | - 葡萄牙 - 羅馬尼亞 - 俄羅斯 - 沙烏地阿拉伯 - 塞爾維亞 - 斯洛伐克 - 南非 - 南蘇丹 - 西班牙 - 斯里蘭卡 - 苏丹 - 瑞典 - 瑞士 - 泰國 - 突尼西亞 - 土耳其 - 乌克兰 - 阿联酋 - 英国 - 美国 - 委內瑞拉 - 越南 |

## 代表团以及位于奥斯陆的领事馆
- 欧盟 (总代表团)
- 巴勒斯坦 (代表处)

## 领事馆
巴伦支堡
- 俄羅斯 （总领事馆）[7]

希爾克內斯
- 俄羅斯 （总领事馆）[8]

## 非常任大使馆/代表处
位于瑞典:
| - 阿尔巴尼亚 - 安哥拉 - 亞美尼亞 - 白俄羅斯 - 刚果共和国 - 賽普勒斯 | - 衣索比亞 - 聖座 - 科威特 | - 黎巴嫩 - 马来西亚 - 摩尔多瓦 - 蒙古国 - 莫桑比克 - 纳米比亚 - 新西兰 - 奈及利亞 | - 巴拿马 - 巴拉圭 - 卢旺达 - 叙利亚 - 中華民國（臺灣） - 坦桑尼亚 - 乌拉圭 - 尚比亞 |

位于丹麦:
| - 布吉納法索 - 盧森堡 - 尼泊尔 - 尼日尔 - 斯洛維尼亞 - 乌干达 |

位于英国伦敦:
| - 巴林 - 柬埔寨 - 喀麦隆 - 刚果民主共和国 - 加彭 - 牙买加 - 马拉维 | - 模里西斯 - 千里達及托巴哥 |

位于比利时布鲁塞尔:
| - 中非 - 毛里塔尼亚 |

位于德国柏林:
| - 几内亚 - 馬爾地夫 - 利比里亚 - 马达加斯加 - 阿曼 - 多哥 |

位于荷兰海牙:
| - 馬爾他 - 塞内加尔 - 葉門 |

其他国家兼辖:
| - 安道尔 (本国外交部直辖) - 不丹 (日内瓦) - 賴索托 (都柏林) - 尼加拉瓜 (赫尔辛基) - 圣马力诺 (日内瓦) - 新加坡 (本国非常任大使) - (维也纳) |

## 相关链接
- Oslo Diplomatic List （页面存档备份，存于）